# Macaca sinica
Il macaco dal berretto (Macaca sinica, Linnaeus, 1771) è un primate della famiglia delle Cercopithecidae.

## Descrizione
Con la lunghezza del corpo compresa tra 40 e 55 cm ed un peso che raramente supera gli 8 kg, il macaco dal berretto è il più piccolo macaco vivente. Il nome comune della specie è dovuto al pelo irsuto presente alla sommità del capo.
Il pelo del corpo è corto e di colore bruno sul lato dorsale e biancastro su quello ventrale. La coda è lunga quanto il corpo o di più.

## Distribuzione e habitat
La specie è endemica dello Sri Lanka e vive in tutti i tipi di foresta presenti sull'isola, comprese quelle in zone montagnose, fino a 2200 m di altitudine.

## Biologia
L'attività è diurna e si svolge in parte considerevole al suolo, mentre per il riposo notturno scelgono gli alberi. 
Vive in gruppi di 30-40 individui, costituiti da alcuni maschi, un numero circa doppio di femmine e giovani. Tra i maschi vige una rigida gerarchia. Mentre le femmine trascorrono tutta la vita nei gruppi in cui nascono, i maschi se ne allontanano al sopraggiungere della maturità sessuale.
La dieta è costituita soprattutto di frutta, ma comprende anche altri alimenti vegetali e insetti.
La gestazione dura circa 165 giorni e si conclude con la nascita di un solo piccolo. L'aspettativa di vita in natura è intorno ai 20 anni.

## Sottospecie
Si conoscono due sottospecie di questo macaco:
- Macaca sinica sinica
- Macaca sinica aurifrons